# Julio Vinueza
Julio Honorato Vinueza Moscoso (Paute, 1 de enero de 1922 - Guayaquil, 19 de abril de 2012) fue un empresario, ingeniero civil y político ecuatoriano.

## Biografía
Nació el 1 de enero de 1922 en Paute, provincia de Azuay. Realizó sus estudios superiores en la escuela de ingenieros de Quito. Posteriormente estudió en la Universidad Yale, donde obtuvo el título de ingeniero civil.
Entre las obras que dirigió se cuentan las carreteras entre Loja y Zumba y entre Durán y El Tambo. Fue uno de los fundadores de la empresa Edificaciones Ecuatorianas, la misma que edificó los barrios Urdesa, Bolivariana y 9 de octubre en Guayaquil.
Dentro del ámbito político se desempeñó como prefecto del Guayas (de 1970 a 1971). Durante su tiempo en la prefectura propuso el trasvase del agua del río Daule hacia el Estero Salado para disminuir la contaminación del mismo, pero el proyecto no se realizó.
Falleció el 19 de abril de 2012 en Guayaquil.